# Eupithecia delogramma
Eupithecia delogramma är en fjärilsart som beskrevs av Edward Meyrick 1886. Eupithecia delogramma ingår i släktet Eupithecia och familjen mätare. Inga underarter finns listade i Catalogue of Life.